# Kopiermaschine
Die Kopiermaschine ist neben Kamera und Projektor ein Grundgerät der Filmtechnik. Filmkopiermaschinen dienen der Herstellung von
- Mustern, den ersten Positiven von frischen Originalen;
- Duplikaten, seien es ganze Rollen einer Produktion, seien es Abschnitte zur Montage, also Sicherungselemente, und
- Kopien für die Aufführung oder Ausstrahlung, also Vervielfältigungselemente.

Grundsätzlich unterscheidet man die Kopierverfahren kontinuierlich und intermittierend, darin wiederum die Methoden im Kontakt und optisch, so dass vier typische Kopiermaschinen bestehen.
Kontinuierlich im Kontakt werden billige Massenkopien gezogen, meistens mit festem Kopierlicht: Einlichtpositive. Intermittierend im Kontakt stellt man Duplikate her, denn nur mit Bild um Bild festgesetztem Film bleibt die Bildstandkette erhalten. Kontinuierlich optisch entstehen Massenreduktionen, wie etwa vier 8-mm-Filme aus einer 35-mm- oder einer 16-mm-Vorlage. Intermittierend optisch funktionieren Trickkopiermaschinen für Bildvergrößerungen, zum Beispiel von 16-mm-Schmalfilm auf Normalfilm.
Da diese Anlagen aus einem oder mehreren Projektoren und einer Kamera bestehen, die wiederholbar auf Hundertstel Millimeter genau gegeneinander verschoben werden können, sind Ausschnittvergrößerungen möglich, aber auch alle denkbaren Schaltungen dank getrennten Steuerungen. Dazu gehören Standbild, Dehnung (etwa jedes Bild zweimal kopiert), Raffung; Bild seitenvertauscht, kopfstehend, kippend u. a. m.
Kopiermaschinen müssen oft zwei einander widersprechende technische Forderungen erfüllen, nämlich große Präzision und hohes Tempo. Bei der Produktion kurzer Duplikatabschnitte, wie Überblendungen, Einblendungen usw. kommt man mit Bildfrequenzen von 4 bis 6 pro Sekunde aus. Ein 100-Minuten-Film jedoch, von dem vielleicht 3000 Abzüge am selben Tag anlaufen sollen, muss in mehreren Duplikaten an verschiedenen Orten vorliegen. Von fünf ausgeglichenen Internegativen, eventuell mehr, ziehen Kopisten bei zwanzigfachem Tempo (über neun Meter pro Sekunde) je Hunderte von Positiven in wenigen Tagen.
Neben den Bildkopiermaschinen gibt es auch welche für fotografisch festgehaltene Schallaufzeichnungen, die so genannte Tonspur. In der zweiten Hälfte der 1930er Jahre sind die Tonkopiermaschinen ausentwickelt worden zu sogenannten schlupffreien Tonkopiermaschinen. Dieser Stand der Technik ist bis heute unverändert.

## Entwicklung der Kopiermaschinen
Die Film-Pioniere kopierten mit der Kamera, indem sie einfach das Objektiv abnahmen, Negativ und Rohmaterial Schicht auf Schicht einspannten und das Licht von einer beschienenen weißen Wand nutzten. Hierdurch konnten qualitativ hochwertige Abzüge produziert werden. An diesem Prinzip lässt sich nämlich fast nichts verbessern. Diesbezügliche Illustrationen sind bekannt namentlich von den Lumière, Lyon. Bei Edison baute Dickson zusammen mit Krüsi 1891–92 eine Zahnkranzkopiermaschine, Verfahren Kontinuierlich, Methode Kontakt. Ein beleuchteter Schlitz von Bildbreite genügte.
Mit der raschen Industrialisierung der Kinematografie ab 1898 wurde auch die erste Generation Kopiermaschinen gebaut. Sie besteht aus einem kombinierten Lampenhaus-Filmantrieb, Halterungen für Ausgangs- und Rohmaterial, einem Elektromotor mit Riemen zur Antriebswelle und einem beigestellten Korb. Man verwandte gewöhnliche Glühlampen mit Unterspannung, damit sie lange halten. Nur zögerlich wurde da und dort eine Lichtsteuerung eingebaut. Die Kameraleute der Jahre 1888 bis 1908 waren meistens Fotografen, die exakt zu belichten wussten. Die Originale waren selten mehr als eine halbe Blende fehlbelichtet.
Die fast explosionsartige Verbreitung des Films führte zu soliden, belastbaren Kopiermaschinen, von denen die bekannteste aus Frankreich kam, die Matipo von Debrie. Die Bezeichnung entstand aus den Worten Machine à tirer les positifs. Sie wurde nach dem Ersten Weltkrieg in einem Dutzend Varianten geliefert, denen allen aber ein Gehäuse aus Leichtmetallguß gemein war. Der Mechanismus zeichnete sich aus durch großzügige Dimensionierung seiner Teile. Der Kopist ölte die Matipo ebenso großzügig, welche auf einem Gußsockel ruhte und mit etwa 12 Bildern pro Sekunde lief. Ähnliche Anlagen von Arnold & Richter oder Agfa in Deutschland waren bis in die 1970er, ja 1980er Jahre in Betrieb, meistens mit den angebotenen subtraktiven Farbfiltersystemen ausgerüstet. Über die Vorbereitung zum Kopieren siehe Filmlichtbestimmer.
Der Filmmarkt in den U. S. A. ist seit 1914 einförmig. Die gemütlich erscheinenden europäischen Schrittkontakter verschwanden dort zu Gunsten einfacher, robuster Schlitzmaschinen. Führend auf diesem Gebiet war die Firma Bell & Howell, Chicago. Ihre Maschine, Typ C, lief erst mit 60 Fuß in der Minute, später mit 90. Für den Tonfilm, welcher auch maschinelle Entwicklung mit sich brachte, wurde die Leistung der Kopiermaschinen auf 180 Fuß je Minute gesteigert. Das entspricht 48 Bildern oder 0,912 m in der Sekunde. Seit 1990 gibt es Kopiermaschinen, die kontinuierlich mit 480 B./s laufen (9,12 m in der Sekunde).
Nach dem Zweiten Weltkrieg fand Diversifikation statt zur Mehrkopfmaschine, denn auch mehrbändig montierter Film erfordert Wirtschaftlichkeit. Neue Filmformate machten entsprechende Kopiermaschinen nötig: Cinerama, Todd-A. O., VistaVision, CinemaScope 55, Techniscope, IMAX.
Man unterscheidet im weiteren zwischen gewöhnlichen Kopiermaschinen, die in einem verdunkelten Raum aufgestellt werden, und Tageslichtapparaten mit lichtdichten Filmmagazinen und Türen. Es gibt wiederum Kopiermaschinen für „trockene“ und für „nasse“ Arbeit, bei deren letztere das Filmmaterial in spezieller Flüssigkeit taucht oder von solcher benetzt wird. Der Brechungsindex der Kopierflüssigkeit liegt nahe bei demjenigen des Filmträgers oder der Bildschicht. Das vermindert die Sichtbarkeit von Schrammen im Filmmaterial.

## Einige Kopiermaschinenbauer
- Paul Rademacher, Berlin
- Ets André Debrie, Paris
- Bell & Howell Co., Chicago
- Arnold & Richter, Kg., München
- Agfa, Leverkusen
- Walturdaw, London
- Lawley, London
- Linwood Gale Dunn
- Karl August Geyer, Berlin
- Union, Ag., Berlin
- Peterson
- Uhler Cine Machine Co., Detroit MI
- TOBIS (TONBILD-SYNDIKAT), GmbH, Berlin
- Mitchell Camera Corporation, Glendale CA
- Seiki, Tokyo